# Paul Simon
Paul Frederic Simon (ur. 13 października 1941 w Newark) – amerykański piosenkarz i gitarzysta rockowy, autor tekstów i kompozytor, jeden z najwybitniejszych i najbardziej znanych przedstawicieli stylu folk rock.
Paul Simon najbardziej znany jest z występów w duecie z Artem Garfunkelem – Simon & Garfunkel, lecz już w trakcie współpracy z nim, jak i po rozpadzie duetu prowadził owocną karierę solową.
Paul Simon zainteresowany był także egzotycznymi kulturami muzycznymi. Już we wczesnej fazie twórczości ulegał wpływom latynoskiego folkloru. W latach 80. zainteresował się ludową muzyką afrykańską. Wynikiem tego był album Graceland, łączący amerykańską muzykę folk z muzyką afrykańską. Po nagraniu tego albumu, w którym wzięło udział wielu muzyków afrykańskich, Paul Simon wraz ze swoją grupą koncertował także i w Afryce. Najwięcej kontrowersji wzbudziły jego występy w Republice Południowej Afryki, objętej wtedy ścisłym embargiem handlowym. Simon dał tam serię tanich koncertów specjalnie przygotowanych dla czarnej publiczności.

## Życiorys
Paul Simon urodził się w Newark, w stanie New Jersey. Jego rodzice (Belle i Louis) przenieśli się do Kew Gardens w części Queens w Nowym Jorku. Jego matka była nauczycielką, ojciec zaś grał zawodowo na kontrabasie. Jeszcze jako dziecko Paul Simon widywał się z Artem Garfunkelem na boisku Szkoły Podstawowej nr 164, do której obaj chodzili. Zaczęli na siebie zwracać uwagę w czwartej klasie. Zauważyli, że są do siebie podobni – obaj pasjonowali się muzyką i to przybliżyło ich do siebie.
W jego domu rodzinnym muzyka była wszechobecna. Louis Simon grał na kontrabasie w orkiestrach tanecznych w salach NY, a jego syn uwielbiał towarzyszyć mu w pracy. Po latach Simon oddał ojcu cześć w piosence „Baby driver”, wspominając go jako „rodzinnego basistę”.
Paul uczył się bardzo dobrze. Po ukończeniu 6 klasy przeniósł się razem ze swym, już wtedy, przyjacielem Artem Garfunkelem do szkoły Parson Junior High, by podjąć specjalny rozszerzony kurs przygotowujący w skróconym czasie do podjęcia studiów akademickich. Paul jako zagorzały fan New York Yankee od wczesnego dzieciństwa słuchał transmisji z meczów i czekał aż Joe DiMaggio i reszta bohaterów baseballu wbiegnie na boisko. Późną wiosną 1955 roku, odbył się pierwszy wspólny występ Paula Simona i Arta Garfunkela przed publicznością. Wtedy też rodzice zauważyli w Paulu zaskakujące zmiany. Jak sam wspominał: „Patrząc z perspektywy, był to czas pasjonujący i szczęśliwy. Zdaję też sobie sprawę, że to wtedy właśnie ukształtowała się moja osobowość. Przedtem byłem dzieciakiem tryskającym radością. A potem... pamiętam jak matka pytała: Co się z tobą dzieje? zawsze się uśmiechałeś, a teraz taki ponury...”.
Grał wtedy w miejskiej lidze softballu, w kategorii dla chłopców poniżej 152 cm wzrostu. Jego rodzice byli niscy. Eddie, o 5 lat młodszy od Paula, był już prawie jego wzrostu.
Simon był fanem rock’n’rolla. Jego marzeniem było być jak Elvis Presley. W swych muzycznych fascynacjach uznawał udział ojca, który jednak, jak wspomina, gardził rock’n’rollem.
Paul przez jakiś czas chciał spełniać samodzielnie marzenie o karierze piosenkarza. Porzucił na jakiś czas swojego przyjaciela, by znów odnowić przyjaźń na początku lat 60. Muzyka i teksty Paula uległy znacznym zmianom. Odcinał się teraz od tego co nazywał „głupimi smarkatymi wierszykami”.
W 1964 po skompletowaniu materiału na pierwszą płytę Wednesday morning, 3 a.m., zarówno Paul, jak i Art mieli poważne zastrzeżenia co do używania w branży artystycznej swoich prawdziwych nazwisk. Jednak jak wspomina Tom Wilson „Norman Adler, zastępca szefa Columbii, walnął pięścią w stół i powiedział: Panowie mamy rok 1964. Simon & Garfunkel! Następna sprawa!”. Powodem, dla którego Paul i Art obawiali się użycia swych prawdziwych nazwisk, był zapewne lęk przed antysemityzmem, obaj bowiem byli pochodzenia żydowskiego. Pierwsza płyta Simona i Garfunkela poniosła w Ameryce klęskę, a w Anglii nawet nie została wydana. Paul mocno rozczarowany udał się do Anglii, gdzie miał nadzieję na rozwinięcie swojej solowej kariery. Simon występujący jako Paul Kane, podpisał kilka umów z klubami w całej Anglii.
Teksty, które Simon pisał w tym czasie mają już cechy dojrzałej poezji. Do BBC zaczęły stopniowo nadchodzić listy od słuchaczy dotyczące piosenek Simona. W 1965 Paul Simon nagrał dla Columbii swój pierwszy solowy album pt. The Paul Simon Songbook. Art odwiedził Anglię latem 1965 i zamieszkał z Paulem na East Endzie. Wszystko wskazywało na to, że kariera duetu Simon & Garfunkel stanowi zamknięty rozdział, jednak nie był to definitywny koniec.
Prezenter bostońskiej stacji radiowej znalazł na niemal zapomnianej płycie Wednesday morning, 3 a.m. utwór, który bardzo mu się spodobał. Im dłużej grał The Sound of Silence, tym więcej słuchaczy prosiło o tę właśnie piosenkę. 15 czerwca 1965 roku Tom Wilson siedział w studiu nagraniowy Columbii w towarzystwie muzyków wyposażonych w instrumenty elektryczne. Wilson nagrał z nimi linię gitary basowej prowadzącej i perkusji, po czym nałożył je na oryginalna wersję the Sound of Silence, wzbogacając ją o rockowy rytm. Paul i Art ciągle byli w Europie i nie mieli pojęcia co zrobiono z ich piosenką ani też o wydaniu nowego singla. Wilson nawet nie próbował skontaktować się z nimi. Jak powiedział: „Można było w tamtych czasach wiele zdziałać z Paulem i Artem”. Columbia wydała nowego singla. Nie była to już folkowa ballada. Nie był to też rock’n’roll, to był folk-rock.
Paul w tym czasie nagrywał w Danii. Pewnego dnia wpadł mu w ręce numer tygodnika Cash Box, poświęconego przemysłowi płytowemu. Przeczytał w nim, że „The Sound of Silence” znajduje się prawie na szczycie list przebojów. Kiedy pierwszy raz usłyszał nową wersję piosenki był przerażony, ale nie mógł być zły za komercyjny wynik tej pracy. Jak wspomina: „To wszystko było bardzo dziwne. Wróciłem do Nowego Jorku (...). Pamiętam jak siedzieliśmy obaj w moim samochodzie (...), a facet w radiu powiedział – pozycja pierwsza, Simon i Garfunkel – Artie powiedział na to – Ale ci Simon z Garfunkelem muszą mieć bal! – bo akurat paliliśmy skręta. Nie wiedzieliśmy tego wieczora, co ze sobą zrobić.” W 1966 Columbia wydała płytę The Sound of Silence. W tym samym roku ukazał się album Parsley, Sage, Rosemary and Thyme.
Tymczasem utwór The sound of silence zwrócił uwagę reżysera teatralnego i filmowego Mike’a Nicholsa, który szukał materiału muzycznego do swojego nowego filmu pod tytułem Absolwent. Nichols dostrzegł w piosenkach Simona & Garfunkela doskonały podkład do zawartych w filmie treści. Po długiej i mozolnej pracy Nichols wykorzystał do swojego projektu piosenki The Sound of Silence, April came she will, Scarborough Fair (Canticle) oraz napisaną specjalnie do filmu piosenkę Mrs Robinson. Płyta z filmu została wydana w 1968. Simon & Garfunkel pracowali również nad albumem Bookends. Czas powstawania albumu, jest związany z nasileniem się problemów Simona z narkotykami.
Duet rozpadł się po wydaniu płyty Bridge over troubled water w 1970, która uważana jest za najlepszą w historii zespołu. Rozpad zespołu nie zaznaczył się bardzo wyraźnie. Praktycznie do końca nie było pewne, czy muzycy zaprzestali wspólnych występów. Kiedy jednak ukazał się album Simona zatytułowany Paul Simon, publice nie pozostało więcej złudzeń.
Podczas pracy nad ostatnim albumem Simona & Garfunkela Paul poznał Peggy Harper, później jego pierwszą żonę. W 1972 Peggy urodziła syna, któremu nadali imię po panieńskim nazwisku matki – Harper. Paul był oczarowany synem, widać to wyraźnie w jego twórczości, głównie w albumie zatytułowanym There Goes Rythmin’ Simon, drugim już solowym albumie po płycie Paul Simon. Po kilku latach małżeństwa, po okresie przyzwyczajenia się do roli rodziców, związek Paula z Peggy zaczął zdradzać pewne oznaki napięcia. Wkrótce ogłoszono separację.
Następny album zatytułowany Still Crazy After All These Years został wydany w 1975 roku. W następnym roku Paul zagrał w filmie Woody’ego Allena Annie Hall. Wcielił się w postać muzyka rockowego z Los Angeles. Wtedy też nawiązał znajomość z Shelley Duvall, która przerodziła się w dość krótkotrwały romans.
Paul zachęcony sukcesem Annie Hall postanowił nagrać swój własny film, w którym miał zagrać główną rolę. Praca nad scenariuszem trwała długo. Został zatytułowany One Trick Pony. Ukazała się również płyta z muzyką z tego filmu pod tym samym tytułem. Niestety film poniósł zupełną klęskę. Został skrytykowany i uznany „za jeden z filmów, który wypada lepiej na płycie niż na ekranie”.
W 2001 Paul Simon został wprowadzony do Rock and Roll Hall of Fame.
W latach 1983–1984 żonaty z Carrie Fisher, od 1992 jego trzecią żoną jest Edie Brickell.

## Dyskografia Paula Simona
- The Paul Simon Songbook (1965)
- Paul Simon (1972)
- There Goes Rhymin' Simon (1973)

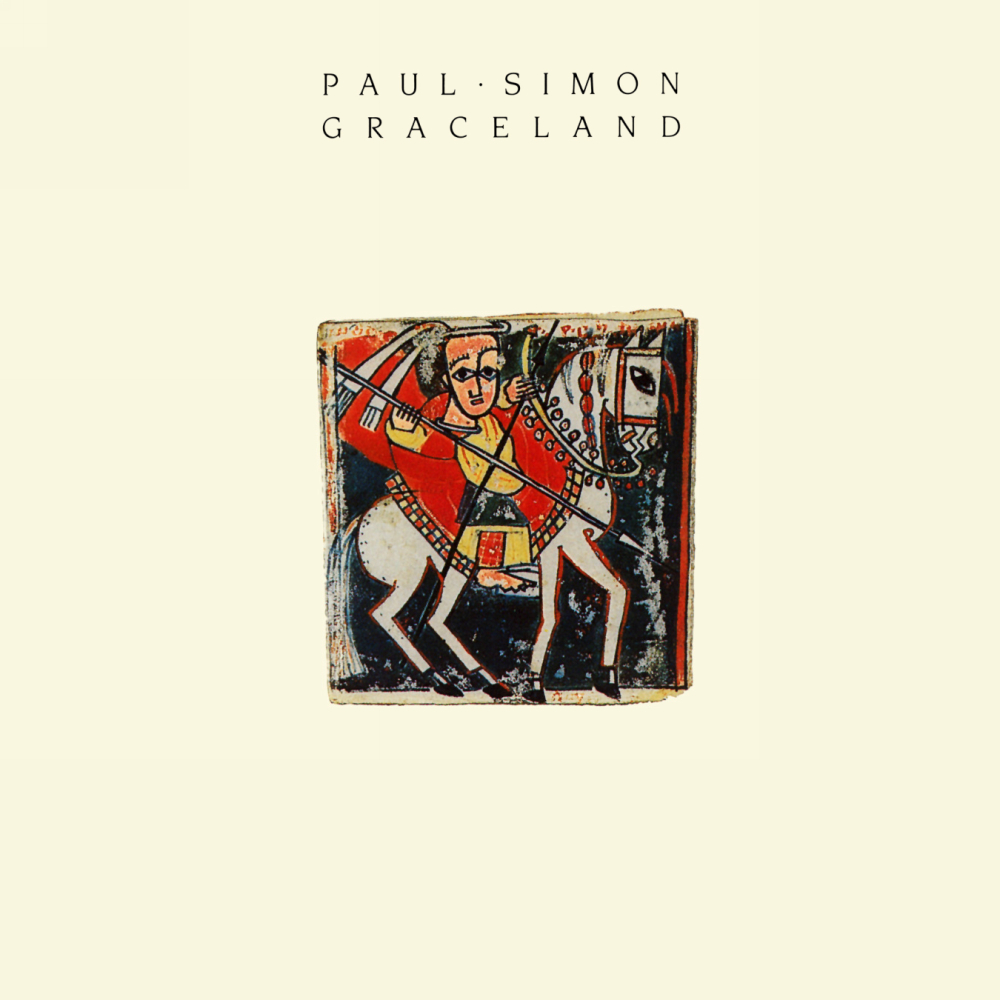
Okładka albumu „Graceland”

- Paul Simon in Concert: Live Rhymin' [koncert] (1974)
- Still Crazy After All These Years (1975)
- One Trick Pony [Original Soundtrack] (1980)
- Hearts and Bones (1983)
- Graceland (1986)
- Rhythm of the Saints (1990)
- Paul Simon’s Concert in the Park, August 15, 1991 [koncert] (1991)
- Songs from the Capeman (1997)
- You're the One (2000)
- Surprise (2006)
- The Essential Paul Simon (2007)
- So Beautiful Or So What (2011)
- Stranger to stranger (2016)
- In the Blue Light (2018)
- Seven Psalms (2023)

## Nagrody
- 2007 – Nagroda im. Gershwinów[3][4]